# Jolivue
Jolivue est une localité, de type census-designated place, de l'État de Virginie, à l'est des États-Unis. 

## Géographie
Le village de Jolivue est situé dans le comté d'Augusta, dans la banlieue Sud de la ville de Stauton, siège du comté d'Augusta.
Lors du recensement de la population de 2010, le nombre d'habitants s'élevait à 1 129 personnes.

## Histoire
La localité doit son nom, d'origine française, à la vue qui s'offrait aux visiteurs du sommet de la butte qui domine l'endroit.
La localité de Jolivue est connue pour son pont en arc en granite sur lequel passait autrefois une voie de chemin de fer. Ce pont désaffecté est enregistré depuis 1974 dans le Registre national des lieux historiques.

## Liens externes

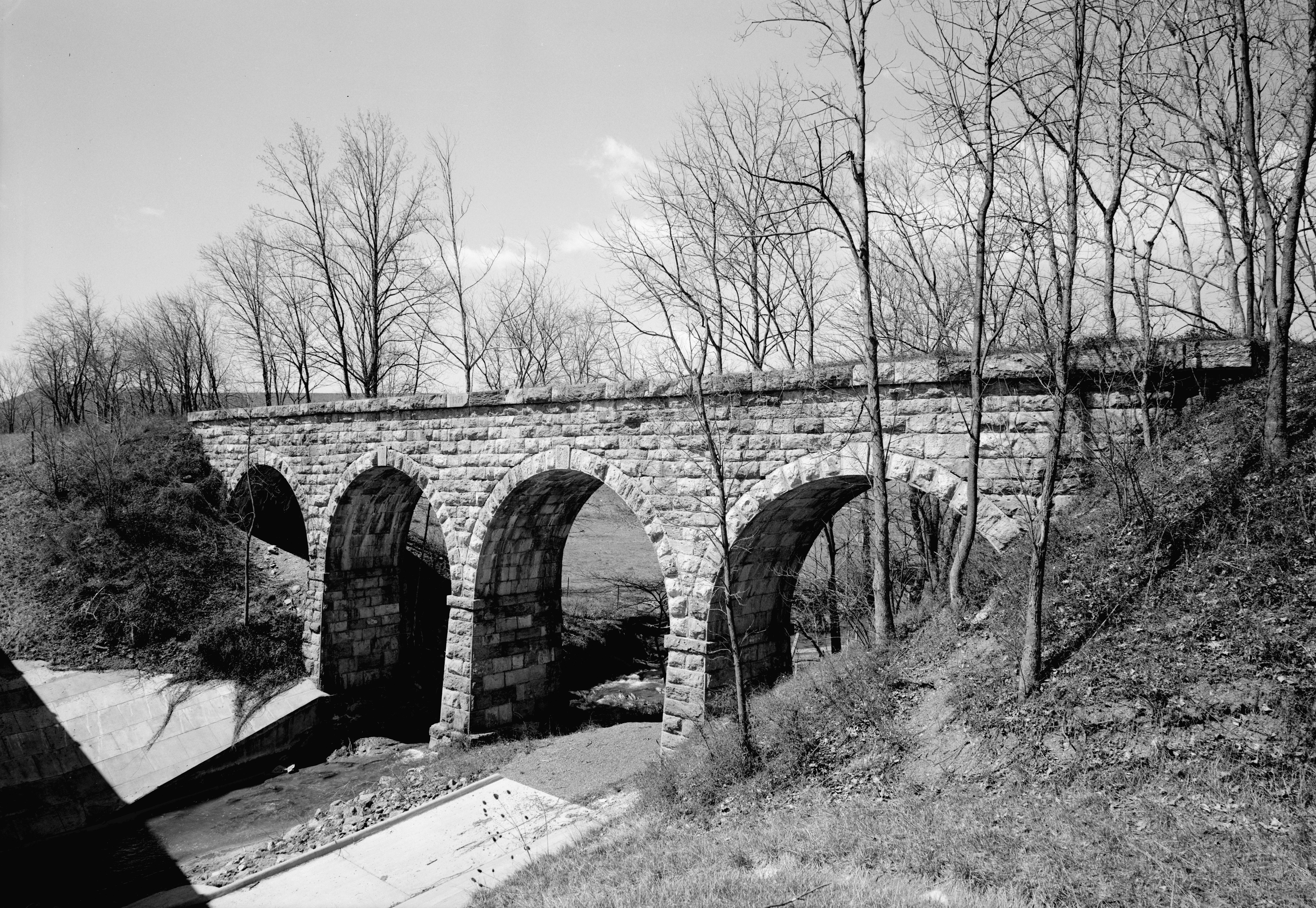
Le vieux pont en arc de Jolivue, classé au Registre national des lieux historiques.